# Mulde (Einheit)
Mulde, oder auch Jale, war ein Volumenmaß in Frankreich.
Beide Namen bezeichneten in Frankreich einen Holztrog mit einem Volumen von 3,75 Liter. Der Name Mulde wurde bei Winzern als Maßeinheit für Wein oder auch Weintrauben genutzt, fand aber auch bei anderen Flüssigkeiten Verwendung. Die Bezeichnung Jale wurde bei der Abmessung von Mehl verwendet.
- 1 Jale = 187,8 Pariser Kubikzoll[2]